# Троицкий, Валерий Иванович
Валерий Иванович Троицкий (род. 31 июля 1947 года, Актюбинск, СССР) — советский конькобежец. Серебряный (1971) и бронзовый призёр (1972) чемпионата СССР в классическом многоборье, бронзовый призёр (1970) чемпионата СССР в спринтерском многоборье, чемпион СССР и многократный рекордсмен СССР. Выступал за ДСО "Енбек" (Алма-Ата) и "ВС" (Алма-Ата). Мастер спорта СССР международного класса.

## Биография
Валерий Иванович родился в Актюбинске, где провёл свои детство и юность. В 1961 году начал заниматься коньками при поддержке старшего брата. Тренировался на реке Каргалы, на стадионе АЗХС или в парке пионеров под руководством тренера Вячеслава Андреевича Ткачёва. Однако катков и спортивных арен для занятий конькобежным спортом здесь было мало. В таких условиях он смог показать результаты уровня республиканской сборной.
Также он небезуспешно занимался велоспортом, и в 1964 и 1965 годах он завоевал две золотые медали на Всесоюзных соревнованиях среди молодёжи во Фрунзе и Минске и в 16 лет стал мастером спорта СССР по велоспорту. После переезда в Алма-Ату в 1966 году стал тренироваться у заслуженного тренера Казахстана Мая Ундеевича Хвана. Ему предлагали переехать в Ленинград, Минск, Москву, обещали квартиру, но он отказывался и остался в Алма-Ате. В 1967 году, перед Зимней Олимпиадой в Гренобле, ему дали квартиру.
С 1965 по 1970 года он учился в Алма-Атинском институте физкультуры по специальности спортивный тренер-преподаватель. В 1966 году стал участвовать в чемпионатах СССР, выполнил норматив мастера спорта СССР и был включён в состав сборной страны. Через год выиграл "бронзу" в многоборье на юниорском чемпионате СССР, а в марте того же года на чемпионате СССР в Горьком выиграл дистанцию 500 метров и занял 4-е место в сумме многоборья, что стало неожиданностью для многих.
В 1968 и 1970 годах Троицкий побеждал на соревнованиях в Алма-Ате на приз Министра Казахской ССР. 31 января 1970 года на международных соревнованиях в Алма-Ате он установил Всесоюзный рекорд в забеге на 1500 метров - 2:03,83 сек. Успешным для него был чемпионат СССР 1970 года, когда он выиграл «бронзу» в спринтерском многоборье.
В марте 70-го на IV зимней Спартакиаде народов РСФСР он одержал победы в забегах на 500 и 1500 метров, а в апреле участвовал на зимней Универсиаде в Рованиеми и завоевал золотую медаль на дистанции 1500 метров, серебряную  в беге на 5000 метров и бронзовую на 500 метров.
В 1971 году Валерий Троицкий дебютировал на чемпионате Европы в Херенвене, но занял только 14-е место в многоборье. В конце января он выиграл две золотые медали на предолимпийской неделе в Саппоро на дистанциях 5000 и 10 000 метров, но на Олимпиаду-1972 поехал лишь один конькобежец — спринтер Валерий Муратов. В том же году стал серебряным призёром на VII зимней Спартакиаде профсоюзов СССР и на чемпионате СССР в Свердловске.
В январе 1972 года в Давосе Валерий побил же свой рекорд СССР в забеге на 1500 метров - 2:03,4 сек. Следом он выиграл малую бронзовую медаль в забеге на 500 метров на чемпионате Европы в Давосе, но в сумме многоборья остался на 17-м месте. После выиграл чемпионат Казахской ССР и занял 3-е место в абсолютном зачёте на чемпионате СССР в Коломне.
8 декабря 1972 года в Алма-Ате состоялось торжественное открытие знаменитого высокогорного катка «Медео», на открытии которого от имени спортсменов страны выступал член сборной СССР, мастер спорта международного класса Валерий Троицкий
6 февраля 1973 года на катке Медео, выступая вне конкурса в соревнованиях конькобежцев-юниоров Казахстана, Троицкий превысил на 0,2 сек. всесоюзный рекорд на дистанции 1000 метров. В марте 25-летний спортсмен на чемпионате СССР классическом многоборье занял 5-е место в общем зачёте, при этом выиграл дистанцию 500 метров. На чемпионате СССР спринтерском многоборье финишировал на 4-м месте. В 1974 году завершил карьеру спортсмена.

## Карьера тренера
После ухода из большого спорта Валерий Иванович около десяти лет возглавлял в Алма-Ате школу олимпийского резерва (СШОР) "Спартак" по конькобежному спорту, из которой вышло много известных спортсменов — участников чемпионатов мира, Европы, страны. В середине 80-х годов он настоял на том, чтобы Мадыгали Карсыбеков, нынешний главный тренер сборной Казахстана по шорт-треку, поехал на его малую родину в Актюбинск, где открылся Дворец спорта с искусственным льдом. И впервые в республике там стал развиваться шорт-трек. В 90-х годах квартиру знаменитого конькобежца обокрали. Воры унесли все награды и кубки.